# Torre Annunziata Città
Torre Annunziata Città (wł: Stazione di Torre Annunziata Città) – stacja kolejowa w Torre Annunziata, w regionie Kampania, we Włoszech. Znajdują się tu 2 perony. Według klasyfikacji RFI posiada kategorię brązową.